# كونستانتين باكاكي
كونستانتين باكاكي (بالفرنسية: Constantin Bakaki)‏ (مواليد 21 سبتمبر 1996) هو لاعب كرة قدم كونغولي.

## روابط خارجية
- كونستانتين باكاكي على موقع اتحاد تركيا (لاعب) (الإنجليزية)
- كونستانتين باكاكي على موقع قاعدة بيانات كرة القدم.إي يو (الإنجليزية)
- كونستانتين باكاكي على موقع عالم كرة القدم.نت (الإنجليزية)